# Estigmene ochreolutescens
Estigmene ochreolutescens är en fjärilsart som beskrevs av Sergius G. Kiriakoff 1954. Estigmene ochreolutescens ingår i släktet Estigmene och familjen björnspinnare. Inga underarter finns listade i Catalogue of Life.